# روز یادبود (فیلم ۱۹۸۳)
روز یادبود (انگلیسی: Memorial Day) فیلمی در ژانر درام جنگی به کارگردانی جوزف سارجنت است که در سال ۱۹۸۳ منتشر شد.

## بازیگران
- مایک فارل
- رابرت والدن
- دنی گلاور
- ادوارد هرمن
- بانی بدیلیا